# Чутурешти (Бакау)
Чутурешти (рум. Ciuturești) насеље је у Румунији у округу Бакау у општини Одобешти. Oпштина се налази на надморској висини од 254 m.

## Становништво
Према подацима из 2002. године у насељу је живело 797 становника, од којих су сви румунске националности.